# 廊坊阻击战

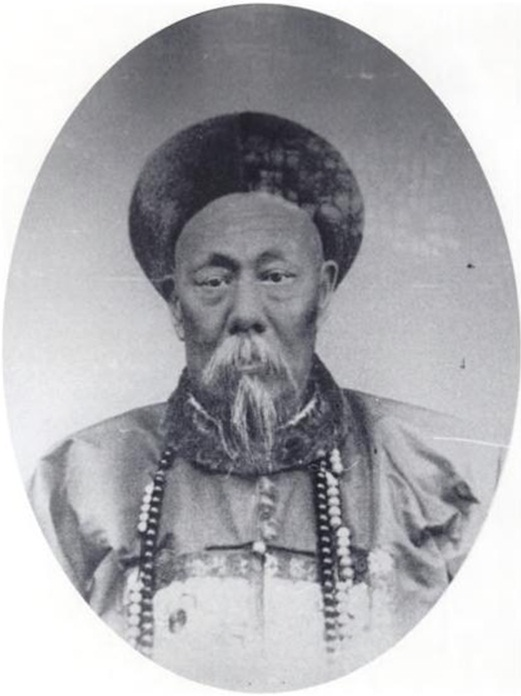
董福祥

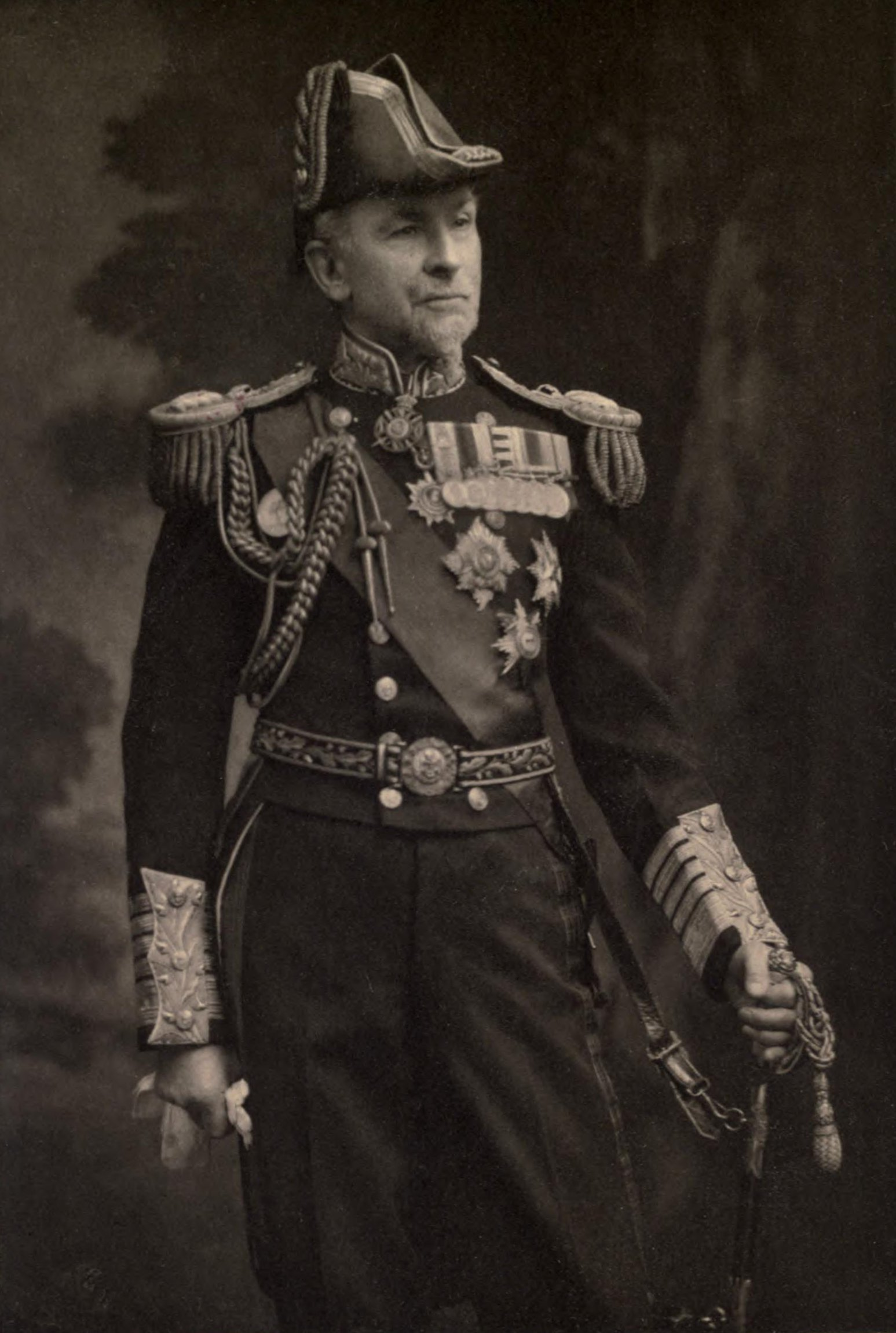
海軍將領西摩尔

廊坊阻击战，或称义和团廊坊大捷、火牛掃雷，发生于1900年6月18日八国联军之役期間，河北廊坊附近聶士成的武衛軍、董福祥部队的3000名甘军及2000名义和团对八国联军的一场阻击战，导致联军撤回天津。

## 背景
1900年4月，義和團由山東向北轉移，並沿途拆毁鐵路、電線桿等被認為是西洋的設施。聚居北京東交民巷的十一國公使對清軍的保護失去信心，於是向清廷提出自備衛隊保護使館的要求，幾經交涉，總理衙門終答應要求但限每國只准許派30人。
5月31日，英國79人、俄國79人、法國75人、美國53人、義大利39人、日本24人的衛隊乘火車入北京。
6月3日，德國水兵51人、奧匈士兵32人入北京。
6月9日，慈禧太后調董福祥的武衛後軍進京。
6月10日後，北京使館區與外界的電訊聯絡中斷，於是各國急商增派援軍入京。

## 始末
6月11日，俄、英、美、日、德、法、意、奥八国拼凑2066名（英軍915人、德軍540人、俄軍312人、法軍158人、美軍112人、日軍54人、義軍40人、奧匈軍25人）官兵组成联军先遣隊，由英国海军中将西摩尔任司令、美国海军上校麦卡加拉为副司令、俄国上校沃嗄克任参谋长，从天津搭火車出发前往北京保衛使館。
直隸總督、北洋大臣裕祿命聶士成率配備重機槍的精銳部隊武衛軍前往守衛天津楊村一帶。聶士成一向主張鎮壓義和團，而他所率的武衛軍也常遭義和團襲擊，聶士成曾在致榮祿的信中稱「拳匪害民，必貽禍國家。某為直隸提督，境內有匪，不能剿，如職任何？若以剿匪受大戮，必不敢辭。」聶軍在5月的一次鎮壓義和團毁鐵路行動中，槍殺五百多拳民，為義和團及清廷當政者端王所仇視。
西摩尔聯軍在廊坊一带遇到了聶軍、董福祥甘军及义和团的阻击。董福祥率部下将官马福禄的骑步七营兵、汉中总兵姚旺、董升官、马海晏等各率所部赴黄村御敌,与敌军相会于廊坊，董福祥部汉、回兵勇伤亡近千人。聶士成命令義和團打頭陣上前線衝鋒，結果在八國聯軍的機槍下傷亡慘重，被迫掉頭，但又被聶軍用機槍掃射，在雙方的機槍下，義和團民被殺殆盡。此後，清軍和聯軍才直接交戰。裕祿將阻擊聯軍歸功於義和團並大賞義和團，而聶軍則分文無賞。
另一方面，聯軍只是七拼八湊的雜牌軍，而西摩尔則是不擅陸戰的海軍將領，剛退至天津西郊杨村，便被清軍和义和团包圍。因此，一經交戰，聯軍便處於劣勢，只能撤回天津待援。清廷稱此役為「廊坊大捷」。
聶士成6月奉命攻打天津租界時，義和團乘機四處焚掠，聶士成派兵鎮壓，殺義和團千多人，招致義和團妒恨，詆譭聶士成通敵，清廷下旨督責，聶士成非常氣憤，稱“上不諒於朝廷，下見逼於拳匪，非一死無以自明”，於是每次戰鬥均親上前線。
6月17日，八國聯軍主力部隊攻佔大沽炮台。6月23日，援軍到達為西摩爾解圍，此時天津一帶只有聶士成、董福祥部奮勇抵抗聯軍。